# ریج اسپرینگ (کارولینای جنوبی)
ریج اسپرینگ(به انگلیسی: Ridge Spring) شهری در ایالت کارولینای جنوبی کشور ایالات متحده آمریکا است که جمعیت آن در سرشماری سال ۲۰۱۰ میلادی، ۷۳۷ نفر بوده‌است.